# فدراسیون فوتبال نیکاراگوئه
فدراسیون فوتبال نیکاراگوئه (اسپانیایی: Federación Nicaragüense de Fútbol‎) نهاد اداره‌کننده مسابقات فوتبال و فوتسال در کشور نیکاراگوئه است.
این فدراسیون که در سال ۱۹۳۱ تأسیس شده عضو کونکاکاف و فیفا نیز می‌باشد و مقر آن در شهر ماناگوئه است.